# エドワード・ハム
エドワード・ハム（Edward Barton Hamm、1906年4月13日 - 1982年6月25日）は、アメリカ合衆国アーカンソー州出身の男子陸上競技選手である。走幅跳の元世界記録保持者（1928年に7.90mを記録）であり、1928年アムステルダムオリンピックの金メダリストである。

## 生涯

### 幼少期と高校時代
ハムは1906年4月13日、アーカンソー州ロノーク郡で6人兄弟の長男として誕生した。幼少期からスポーツに秀で、特に陸上競技でその才能を発揮した。ロノーク高校在学中の1923年から1925年にかけて、州大会の走幅跳で3連覇を達成した。2年生の時には7.06mの州記録を樹立している。また、220ヤード走でも3連覇を飾り、100ヤード走も2度制した。ジュニア在学中にマラリアに感染し、その影響が記録更新の妨げになった可能性が指摘されている。
1925年には、アーカンソー大学で開催された高校選抜陸上大会に出場した。この大会にはロノーク郡からハムを含め2名のみが参加したが、ハムは100ヤード走、200ヤード走、走幅跳、走高跳の4種目で優勝し、440ヤード走で3位の成績を残した。リレーには出場できなかったものの、リトルロック高校を抑え、総合優勝を果たしている。
1924年、ハムは24フィート2 5/8インチ（約7.38m）の世界高校記録を樹立した。この記録により、ボストンで行われる1924年パリオリンピックのアメリカ代表選考会への出場権を獲得した。ハムは大会に出場するため、リトルロックのコーチであるアール・クイグリーから100ドルを借りてボストンへ出発したが、アメリカ代表に選ばれることはなかった。ハムは翌年から、2ドルから5ドルずつ持参し、コーチへの返済を完遂した。

### 大学時代とオリンピックでの成功
ハムはジョージア工科大学に進学後もその才能をいかんなく発揮した。サウスイースタン・カンファレンス（SEC）において、100ヤード走、220ヤード走、走幅跳の3種目で3連覇を達成している。1928年には走幅跳でSEC記録となる7.79mを記録した後、アムステルダムオリンピックの代表選考会で、ついに7.90mの世界新記録を樹立した。この記録は1928年7月7日、マサチューセッツ州ケンブリッジで樹立されたものである。
アムステルダムオリンピックに出場したハムは、走幅跳で7.73mのオリンピック新記録を樹立し、2位のハイチのシルヴィオ・カトールに15cmの差をつけて金メダルを獲得した。オリンピック後、ハムは陸上チームの一員としてイギリスとドイツを転戦し、出場したすべての競技会で勝利を収めた。

### 引退後のキャリアと死去
ハムは1928年に大学を卒業後、数年間は学校の陸上コーチを務めた。その後はコカ・コーラの販売会社の役員としてアメリカ西海岸およびアラスカで活躍した。
1982年6月25日、ハムはオレゴン州オールバニで76歳で死去した。彼の遺灰は、生前に何度も釣りに訪れたオレゴン州の湖に撒かれた。